# Ebbe Tuneld
Ebbe Oskar Tuneld, född 7 april 1877 i Malmö, död 27 juni 1947 i Lund, var en svensk indolog, språkman och redaktionschef för Svenska Akademiens ordbok.
Tuneld intogs vårterminen 1887 vid Malmö högre allmänna läroverk och avlade mogenhetsexamen där den 24 maj 1895. Tuneld blev student vid Lunds universitet den 11 september 1896 samt avlade filosofie kandidatexamen 1900 och filosofie licentiatexamen 1905. Han promoverades filosofie doktor (på avhandlingen Recherches sur la valeur des traditions bouddiques palie et non palie) och blev docent i indologi i Lund 1915. Tuneld studerade i Berlin på somrarna 1896–1900 samt 1902. Åren 1902–1904 studerade han vid Leipzigs universitet och 1912 vid universitetet i Göttingen. Åren 1912–1914 studerade han i Paris.
Han medarbetade i redaktionen av Svenska Akademiens ordbok sedan 1905 och blev redaktionschef där 1920. Som chef drog han upp riktlinjer för förändringar i arbetet med ordboken. Påverkad av modern organisationsteori och premielönsystem ökade han ordbokens utgivningstakt. Han lämnade posten som chef 1942 och efterträddes av Pelle Holm.
Tuneld fick professors namn 1923 och  mottog Kungliga priset av Svenska Akademien 1937. Han invaldes som ledamot av Kungliga Humanistiska Vetenskapssamfundet i Lund 1922, av Kungliga Vetenskaps- och Vitterhetssamhället i Göteborg 1929 och av Kungliga Gustav Adolfs Akademien 1932. Tuneld blev riddare av Vasaorden 1928 och kommendör av andra klassen av samma orden 1942.
Tunelds föräldrar var överläraren vid Malmö folkskolor Johan Oskar Tuneld och Hedvig Charlotte Andersson. Han var bror till ingenjören John Tuneld. Ebbe Tuneld är begraven på Brunnby kyrkogård.